# Kurt Schmidt (Finanzwissenschaftler)
Kurt Schmidt (* 18. Oktober 1924 in Sobernheim/Nahe; † 17. September 2008) war ein deutscher Finanzwissenschaftler und Hochschullehrer.

## Leben
Kurt Schmidt, Sohn des Handelsvertreters Adam Schmidt und der Marie geborene Jung, widmete sich nach dem Abitur einem Studium der Wirtschaftswissenschaften an den Universitäten Lausanne und Bonn, wo er 1952 zum Dr. rer. pol. promoviert wurde. Nach Assistenzjahren habilitierte er sich 1957 in Bonn als Privatdozent der Volkswirtschaftslehre und Finanzwissenschaften, 1963 folgte er einem Ruf auf den Lehrstuhl für Volkswirtschaftslehre und Finanzwissenschaften an die TU Berlin, 1968 wechselte er zum selben Lehrstuhl an die Universität Mainz, den er bis zu seiner Emeritierung 1988 ausfüllte.
Schmidt, der sich insbesondere mit der Steuerlehre und Finanzpolitik beschäftigte, war darüber hinaus in der wissenschaftlichen Politikberatung tätig, von 1974 bis 1984 als Mitglied des Sachverständigenrates zur Begutachtung der gesamtwirtschaftlichen Entwicklung. 1968 wurde er Mitglied des Wissenschaftlichen Beirates beim Bundesministerium der Finanzen, dessen Vorsitz er von 1986 bis 1990 innehatte.

## Veröffentlichungen
- Die Steuerprogression. In: Band 20 von Veröffentlichungen der List Gesellschaft: Studien zur Ökonomik der Gegenwart. Kyklos-Verlag, 1960.
- Mit Eberhard Wille: Die mehrjährige Finanzplanung: Wunsch und Wirklichkeit. (= Wirtschaft und Gesellschaft. Band 3). Mohr, 1970, ISBN 3-16-331641-7.
- Reform der Unternehmensbesteuerung: Erfordernisse und Losungswege; Merton-Lesung an der Johann Wolfgang Goethe-Universitat, Frankfurt am Main. (= Merton-Lesungen an der Johann Wolfgang Goethe-Universität Frankfurt am Main. Band 2). Springer, 1986, ISBN 3-540-16956-3.
- Vom Nutzen und Schaden der Schattenwirtschaft: Vortrag, gehalten anlässlich der Jahresversammlung der Gesellschaft zur Förderung der Finanzwissenschaftlichen Forschung e. V., Köln, am 28. Januar 1988 in der Universität zu Köln. (= Finanzwissenschaftliches Forschungsinstitut (Köln). Sonderveröffentlichung, Ausgabe 15). Finanzwissenschaftliches Forschungsinstitut, 1988, ISBN 3-923342-14-4.
- Mehr Chancen für die Vernunft: Hemmnisse einer rationalen Finanzpolitik und Möglichkeiten ihrer Überwindung. (= Sitzungsberichte der Wissenschaftlichen Gesellschaft an der Johann Wolfgang Goethe-Universität Frankfurt am Main. Bd. 27, Nr. 5). Steiner, 1991, ISBN 3-515-05893-1.